# Deadpool (phim)
Deadpool là một bộ phim siêu anh hùng của Mỹ năm 2016 dựa trên nhân vật cùng tên của Marvel Comics. Được phát hành bởi 20th Century Fox, đây là phần phim phụ trong loạt phim X-Men và là phần thứ tám nói chung. Do Tim Miller đạo diễn từ kịch bản của Rhett Reese và Paul Wernick, phim có sự tham gia của Ryan Reynolds trong vai chính cùng với Morena Baccarin, Ed Skrein, T.J. Miller, Gina Carano và Brianna Hildebrand. Trong phim, Wade Wilson đi săn người đàn ông đã cho mình khả năng đột biến và ngoại hình đầy sẹo, trở thành phản anh hùng Deadpool.
Quá trình phát triển một bộ phim Deadpool với sự tham gia của Reynolds bắt đầu vào tháng 2 năm 2004, trước khi anh đóng vai nhân vật này trong X-Men Origins: Wolverine vào năm 2009. Reese và Wernick đã được thuê cho một phần phụ vào năm 2010 và làm việc với Reynolds để chuyển thể nhân vật một cách trung thực hơn (bao gồm cả việc phá vỡ bức tường thứ tư của anh) sau khi vai diễn trong Wolverine bị chỉ trích. Miller được thuê vào năm 2011, đánh dấu sự ra mắt đạo diễn của anh. Phản ứng nhiệt tình đối với cảnh quay thử nghiệm bị rò rỉ mà anh ấy tạo với Reynolds đã dẫn đến việc Fox bật đèn xanh vào năm 2014. Quá trình tuyển chọn bổ sung bắt đầu vào đầu năm 2015 và quá trình quay phim diễn ra ở Vancouver, British Columbia, từ tháng 3 đến tháng 5 năm đó. Một số nhà cung cấp đã cung cấp các hiệu ứng hình ảnh cho bộ phim, từ việc bổ sung máu và máu me cho đến việc tạo ra nhân vật CGI Colossus.
Deadpool được phát hành tại Hoa Kỳ vào ngày 12 tháng 2 năm 2016, sau một chiến dịch tiếp thị độc đáo. Bộ phim đạt được thành công cả về tài chính lẫn phê bình. Phim kiếm được hơn 782 triệu đô la so với kinh phí 58 triệu đô la, trở thành phim có doanh thu cao thứ chín trong năm 2016 và phá vỡ nhiều kỷ lục, bao gồm phim X-Men của 20th Century Fox có doanh thu cao nhất trong năm và cũng là phim xếp hạng R có doanh thu cao nhất vào thời điểm đó. Các nhà phê bình ca ngợi diễn xuất của Reynolds, phong cách của bộ phim và sự trung thành với truyện tranh, cùng với các phân cảnh hành động của nó, mặc dù một số chỉ trích cốt truyện là công thức và bị chia rẽ dựa trên sự hài hước dành cho người lớn của bộ phim. Phim đã nhận được nhiều giải thưởng và đề cử, bao gồm hai Giải Lựa chọn của giới phê bình điện ảnh và hai đề cử Quả cầu vàng. Phần tiếp theo, Deadpool 2, được phát hành vào năm 2018 với thành công về mặt thương mại và phê bình có thể so sánh được. Sau khi Disney mua lại 20th Century Fox, một bộ phim thứ ba đang được phát triển tại Marvel Studios.

## Nội dung
Wade Wilson là một lính đặc nhiệm đã giải ngũ đáng tiếc làm lính đánh thuê khi anh gặp Vanessa, một cô gái điếm. Họ trở nên lãng mạn và một năm sau cô chấp nhận lời cầu hôn của anh. Tuy nhiên, Wilson được chẩn đoán mắc bệnh ung thư giai đoạn cuối, và anh bỏ lại Vanessa mà không báo trước để cô không phải nhìn anh chết.
Một nhà tuyển dụng bí ẩn tiếp cận Wilson, đưa ra phương pháp chữa trị thử nghiệm cho căn bệnh ung thư của anh ta. Anh ta được đưa đến chỗ Ajax và Angel Dust, người đã tiêm cho anh ta một loại huyết thanh được thiết kế để đánh thức các gen đột biến tiềm ẩn. Họ bắt Wilson phải chịu nhiều ngày tra tấn để gây căng thẳng và kích hoạt bất kỳ đột biến nào mà anh ta có thể có, nhưng không thành công. Khi Wilson phát hiện ra tên thật của Ajax là Francis và chế giễu anh ta vì tên đó, Ajax đã để Wilson trong một căn phòng tồi tệ điều đó định kỳ đưa anh ta đến lúc ngạt thở vào cuối tuần. Điều này cuối cùng đã kích hoạt khả năng chữa bệnh siêu phàm chống lại bệnh ung thư nhưng khiến Wilson bị biến dạng nghiêm trọng với những vết sẹo giống như bỏng trên toàn bộ cơ thể. Anh ta trốn thoát khỏi căn phòng và tấn công Ajax nhưng hài lòng khi được thông báo rằng tình trạng biến dạng của anh ta có thể được chữa khỏi. Ajax khuất phục Wilson và bỏ mặc anh ta cho đến chết trong phòng thí nghiệm đang cháy.
Wilson sống sót và tìm kiếm Vanessa. Anh ấy không tiết lộ cho cô ấy biết anh ấy còn sống vì sợ phản ứng của cô ấy với ngoại hình mới của anh ấy. Sau khi tham khảo ý kiến của người bạn thân Weasel, Wilson quyết định truy lùng Ajax để tìm cách cứu chữa. Anh ta trở thành một người cảnh vệ đeo mặt nạ, lấy tên là "Deadpool" (do Weasel thấy tấm bảng trò cá cược có ghi chữ dead pool), và chuyển đến nhà của một người phụ nữ mù lớn tuổi tên là Al. Hắn tra hỏi và giết nhiều người của Ajax cho đến khi một người, người tuyển mộ, tiết lộ tung tích của Ajax. Deadpool chặn Ajax và một đoàn xe vũ trang trên đường cao tốc. Anh giết tất cả những người có vũ trang trừ Ajax và yêu cầu cách cứu chữa từ hắn ta, nhưng X-Men Colossus và học viên của anh Negasonic Teenage Warhead ngắt lời anh ta. Colossus muốn Deadpool sửa lại cách của mình và gia nhập X-Men. Lợi dụng sự mất tập trung này, Ajax đã tẩu thoát. Hắn đến quán bar của Weasel, nơi anh ta biết về Vanessa.
Ajax bắt cóc Vanessa và đưa cô đến một tàu sân bay trên không đã ngừng hoạt động trong một bãi phế liệu. Deadpool thuyết phục Colossus và Negasonic giúp anh ta. Họ chiến đấu với Angel Dust và một số binh lính trong khi Deadpool chiến đấu trên đường đến chỗ Ajax. Trong trận chiến, Negasonic vô tình phá hủy thiết bị ổn định máy bay xoắn ốc. Deadpool bảo vệ Vanessa khỏi con tàu bị sập, trong khi Colossus mang Negasonic và Angel Dust đến nơi an toàn. Ajax tấn công Deadpool một lần nữa nhưng bị áp đảo. Hắn ta tiết lộ rằng không có cách chữa trị sau cùng và, mặc cho Colossus cầu xin, Deadpool đã giết hắn. Anh ấy hứa sẽ cố gắng trở nên anh hùng hơn nữa về phía trước. Mặc dù Vanessa tức giận với Wilson vì đã bỏ cô đi, nhưng cô đã hòa giải với anh.